# Nekrolog 1642
Nekrolog
◄◄
| ◄
| 1638
| 1639
| 1640
| 1641
| 1642 | 1643 | 1644 | 1645 | 1646 | ► | ►►
Weitere Ereignisse | Allgemeiner Nekrolog 1642
Die Beschreibung der verstorbenen Person sollte so kurz wie möglich gehalten sein und nur deren signifikante Tätigkeit(en) enthalten.
Neue Namen ggf. auch unter dem Geburts- und Sterbedatum, also etwa unter 1. Januar und im Geburts- und Sterbejahr (2024) eintragen (nur bei entsprechender großer Wichtigkeit). Für Beispiele siehe die schon vorhandenen Artikel.
Außerdem über die fünf zuletzt Verstorbenen, zu denen es einen ausreichend guten Artikel für eine Präsentation auf der Hauptseite gibt, nach der todesbedingten Überarbeitung der Artikel ggf. auch unter Wikipedia Diskussion:Hauptseite informieren und sie am besten auch in den anderen Wikipedia-Sprachversionen eintragen. Tipp: Regelmäßig bei news.google.de nach „ist tot“, „gestorben“ oder „verstorben“ suchen.
Wenn eine Person gestorben ist, gibt es viele Seiten zu dieser Person in der Wikipedia, die davon auch betroffen sind und entsprechend aktualisiert werden müssen. Beispiele: Namenübersichtsseite, Geburtsjahr, Geburtsort-Seiten und viele mehr.
Wie finde ich die betroffenen Seiten?
Im Suchfeld auf der linken Seite gibt man den Suchbegriff so ein: „Vorname Nachname“. Dann klickt man auf Volltext und alle Seiten mit entsprechendem Suchtext werden aufgerufen. Hier sieht man dann schnell, wo auch das Todesjahr Sinn macht oder sogar ein Teil des Artikels angepasst werden muss. Auch hilft das „Werkzeug“ auf der linken Seite sehr gut, um solche Seiten aufzufinden: „Links auf diese Seite“. Somit ist die Wikipedia wieder aktuell in allen Bereichen! Hinweis: bei Eintragung der Kategorie „Gestorben JAHR“ wird der Missbrauchsfilter 49 ausgelöst, was jedoch nicht schlimm ist. Siehe: Spezial:Missbrauchsfilter/49
Dies ist eine Liste von im Jahr 1642 verstorbenen bekannten Persönlichkeiten. Die Einträge erfolgen innerhalb der einzelnen Daten alphabetisch sortiert. Tiere sind im Nekrolog für Tiere zu finden.

## Januar
| Tag        | Name                                        | Beruf, bekannt als | Alter | Beleg |
| ---------- | ------------------------------------------- | --- | ----- | ----- |
| 7. Januar  | Tristão de Mendonça Furtado                 | portugiesischer Marineoffizier und Diplomat                                                                              |       |       |
| 8. Januar  | Galileo Galilei                             | italienischer Philosoph, Mathematiker, Physiker und Astronom                                                             | 77    |       |
| 10. Januar | Heinrich Höpfner                            | deutscher lutherischer Theologe                                                                                          | 59    |       |
| 10. Januar | Simon Humpeller                             | deutsch-österreichischer kaiserlicher Hofsteinmetzmeister und Bildhauer des Barock, Dombaumeister zu St. Stephan in Wien |       |       |
| 12. Januar | Johann Ernst                                | Graf von Hanau-Münzenberg                                                                                                | 28    |       |
| 13. Januar | Jean Louis de Nogaret de La Valette         | Admiral von Frankreich, Herzog von Épernon                                                                               | 87    |       |
| 22. Januar | Zacutus Lusitanus                           | Arzt und Medizinhistoriker                                                                                               |       |       |
| 23. Januar | Sophie Hedwig von Braunschweig-Wolfenbüttel | durch Heirat Gräfin von Nassau-Diez                                                                                      | 49    |       |
| 26. Januar | Johann Matthäus Meyfart                     | deutscher, protestantischer Theologe, Gesangbuchdichter und Hexentheoretiker                                             | 51    |       |
| 27. Januar | Theodor Varmeier                            | deutscher Jurist | 54    |       |
| 29. Januar | Bartholomäus Anhorn der Ältere              | Schweizer reformierter Pfarrer und Historiker                                                                            | 75    |       |

## Februar
| Tag         | Name                     | Beruf, bekannt als                              | Alter | Beleg |
| ----------- | ------------------------ | ----------------------------------------------- | ----- | ----- |
| 6. Februar  | Veit Holzlechner         | Seidensticker, Bürgermeister von Wittenberg     |       |       |
| 7. Februar  | Anna Maria Isabella Wasa | Prinzessin des polnisch-litauischen Hauses Wasa | 0     |       |
| 10. Februar | Juan Carlos Amat         | spanischer Musiker und Arzt                     |       |       |
| 20. Februar | Hans Engelbrecht         | Tuchmachergeselle, Prediger und Mystiker        | 42    |       |
| 21. Februar | Peter Sasse              | deutscher Philosoph                             | 70    |       |

## März
| Tag      | Name                | Beruf, bekannt als                                                   | Alter | Beleg |
| -------- | ------------------- | -------------------------------------------------------------------- | ----- | ----- |
| 12. März | Timotheus Polus     | deutsch-baltischer Poetikprofessor und Gelegenheitsdichter           |       |       |
| 12. März | Johann von Ponickau | kaiserlicher Rat und Reichspfennigmeister                            | 57    |       |
| 4. März  | Johann König        | deutscher Maler des Barock                                           | 55    |       |
| 10. März | Johan De la Gardie  | schwedischer Staatsmann                                              | 60    |       |
| 12. März | Michelangelo Amadei | italienischer Komponist                                              | 55    |       |
| 17. März | Jakub Zadzik        | polnischer Geistlicher, Bischof und Großkanzler der polnischen Krone |       |       |
| 30. März | Bartold Knaust      | deutscher Stadthauptmann von Hannover im Dreißigjährigen Krieg       |       |       |
| 30. März | Wilhelm August      | Herzog von Braunschweig-Harburg                                      | 78    |       |
| 31. März | Johann Himmel       | deutscher lutherischer Theologe                                      | 60    |       |
| März     | Hans Strackwitz     | Architekt und Steinmetz                                              |       |       |

## April
| Tag       | Name                             | Beruf, bekannt als                               | Alter | Beleg |
| --------- | -------------------------------- | ------------------------------------------------ | ----- | ----- |
| 15. April | Luigi Caetani                    | italienischer Kardinal und Bischof               | 46    |       |
| 17. April | Caspar IV. Lerch                 | südwestdeutscher Adliger und Verwaltungsfachmann | 66    |       |
| 19. April | Johannes Assuerus Ampzing        | niederländischer Mediziner                       |       |       |
| 21. April | Johann Zierenberg                | Bürgermeister von Danzig                         | 67    |       |
| 29. April | Ägidius Hunnius der Jüngere      | deutscher lutherischer Theologe                  | 48    |       |
| 30. April | Dmitri Michailowitsch Poscharski | Prinz aus der russischen Dynastie der Rurikiden  | 63    |       |
| April     | Valentin Preuenhueber            | österreichischer Beamter und Geschichtsschreiber |       |       |

## Mai
| Tag     | Name                         | Beruf, bekannt als                                      | Alter | Beleg |
| ------- | ---------------------------- | ------------------------------------------------------- | ----- | ----- |
| 1. Mai  | Joseph Plepp                 | Stadtbaumeister von Bern                                | 46    |       |
| 1. Mai  | Cosimo de Torres             | italienischer Kardinal und Erzbischof                   |       |       |
| 4. Mai  | Arent Jacobsz van der Graeff | Bürgermeister von Delft                                 |       |       |
| 6. Mai  | Frans II Francken            | flämischer Maler und Zeichner des Barock                |       |       |
| 6. Mai  | Johannes Scholvin            | deutscher Theologe und Dichter                          |       |       |
| 12. Mai | Safi I.                      | Schah von Persien                                       |       |       |
| 14. Mai | John de Critz                | flämischer Porträtmaler, Hofmaler des englischen Königs |       |       |
| 24. Mai | Polyxena von Lobkowicz       | böhmische Adelige                                       |       |       |

## Juni
| Tag      | Name                                 | Beruf, bekannt als                                              | Alter | Beleg |
| -------- | ------------------------------------ | --------------------------------------------------------------- | ----- | ----- |
| 2. Juni  | Johann Nopp                          | deutscher Rechtshistoriker und Chronist                         |       |       |
| 10. Juni | Franz Albrecht von Sachsen-Lauenburg | kaiserlicher Generalfeldmarschall, kursächsischer Feldmarschall | 43    |       |
| 11. Juni | Rudolf von Travers                   | Bündner Richter und Regimentsführer                             |       |       |
| 14. Juni | Johann Masius                        | deutscher Mediziner und Astronom                                | 28    |       |
| 14. Juni | Saskia van Uylenburgh                | niederländisches Model und Ehefrau von Rembrandt van Rijn       | 29    |       |
| 15. Juni | Pietro Maria Borghese                | italienischer Kardinal                                          |       |       |
| 18. Juni | Magnus Ernst Dönhoff                 | Woiwode von Pernau und Starost von Dorpat                       | 60    |       |
| 26. Juni | Abraham Boom                         | Bürgermeister von Amsterdam                                     |       |       |

## Juli
| Tag      | Name                | Beruf, bekannt als                                                       | Alter | Beleg |
| -------- | ------------------- | ------------------------------------------------------------------------ | ----- | ----- |
| 3. Juli  | Maria de’ Medici    | Frau des französischen Königs Heinrich IV. und Regentin für Ludwig XIII. | 67    |       |
| 5. Juli  | Festus Hommius      | niederländischer evangelisch-reformierter Geistlicher                    | 66    |       |
| 15. Juli | Heinrich Lindenbrog | deutscher Bibliothekar                                                   | 72    |       |
| 17. Juli | Wilhelm             | Graf von Nassau in Hilchenbach                                           | 49    |       |
| 30. Juli | Franz von Hatzfeld  | Bischof von Bamberg                                                      | 45    |       |

## August
| Tag        | Name              | Beruf, bekannt als               | Alter | Beleg |
| ---------- | ----------------- | -------------------------------- | ----- | ----- |
| 17. August | Friedrich Kettler | Herzog von Kurland               | 72    |       |
| 18. August | Guido Reni        | italienischer Maler und Radierer | 66    |       |
| 27. August | Hans Reichle      | deutscher Bildhauer              |       |       |
| 29. August | Georg Huber       | Schweizer Bürgermeister          | 85    |       |

## September
| Tag           | Name                                         | Beruf, bekannt als                                       | Alter | Beleg |
| ------------- | -------------------------------------------- | -------------------------------------------------------- | ----- | ----- |
| 3. September  | Elisabeth von Oranien-Nassau                 | Herzogin von Bouillon und Regentin des Fürstentums Sedan | 65    |       |
| 12. September | Henri Coiffier de Ruzé, Marquis de Cinq-Mars | französischer Höfling                                    |       |       |
| 29. September | William Stanley, 6. Earl of Derby            | englischer Adliger                                       |       |       |

## Oktober
| Tag         | Name                                  | Beruf, bekannt als                                                                                  | Alter | Beleg |
| ----------- | ------------------------------------- | --------------------------------------------------------------------------------------------------- | ----- | ----- |
| 3. Oktober  | Charles Howard, 2. Earl of Nottingham | britischer Baron und Earl                                                                           | 63    |       |
| 4. Oktober  | Ernst                                 | Markgraf, Statthalter der Kurmark                                                                   | 25    |       |
| 9. Oktober  | Benjamin de Rohan                     | genannt „duc de Soubise“, französischer Hugenottenführer, Herzog von Frontenay, Pair von Frankreich | 59    |       |
| 23. Oktober | Johan Lilliehöök                      | schwedischer General, Statthalter von Hinterpommern                                                 |       |       |
| 23. Oktober | Erik Slang                            | schwedischer Generalmajor                                                                           |       |       |
| 23. Oktober | George Stuart d’Aubigny               | schottisch-französischer Adliger                                                                    | 24    |       |
| 27. Oktober | Jean Nicolet                          | französischer Entdecker                                                                             |       |       |

## November
| Tag          | Name                           | Beruf, bekannt als                        | Alter | Beleg |
| ------------ | ------------------------------ | ----------------------------------------- | ----- | ----- |
| 7. November  | Barthold von Krakewitz         | deutscher lutherischer Theologe           | 60    |       |
| 25. November | Christian Günther I.           | Graf von Schwarzburg-Sondershausen        | 64    |       |
| 25. November | Heinrich Philibert von Krosigk | Sachsen-Weimarischer Kammerjunker und Rat |       |       |
| 28. November | Simon de la Vallée             | französisch-schwedischer Architekt        |       |       |
| November     | Johannes Goddaeus              | deutscher Rechtswissenschaftler           |       |       |

## Dezember
| Tag          | Name                                             | Beruf, bekannt als                                            | Alter | Beleg |
| ------------ | ------------------------------------------------ | ------------------------------------------------------------- | ----- | ----- |
| 4. Dezember  | Armand-Jean du Plessis, duc de Richelieu         | französischer Kardinal und Staatsmann                         | 57    |       |
| 14. Dezember | Johann Thomas Cludius                            | deutscher Jurist und Hochschullehrer                          | 57    |       |
| 20. Dezember | Christian Carpzov                                | deutscher Jurist und Rechtswissenschaftler                    | 37    |       |
| 27. Dezember | Hermann op den Graeff                            | deutscher Mennonitenführer                                    | 57    |       |
| 28. Dezember | Johannes Pelcking                                | Priester und Weihbischof in Paderborn, Hildesheim und Münster | 69    |       |
| 28. Dezember | Johannes Kaspar Stredele von Montani und Wisberg | Administrator der Diözese Olmütz                              |       |       |
| 29. Dezember | Christoph Kommerell                              | Weißgerber sowie Rats- und Gerichtsverwandter von Tübingen    | 71    |       |

## Datum unbekannt
| Tag | Name                         | Beruf, bekannt als                                                            | Alter | Beleg |
| --- | ---------------------------- | ----------------------------------------------------------------------------- | ----- | ----- |
|     | Giovanni Battista Buonamente | italienischer Komponist und Violinist                                         |       |       |
|     | Benedikt Goldschmidt         | jüdischer Hofbankier und Hofjuwelier in Kassel                                |       |       |
|     | Cillie Hempels               | deutsche Frau, die als vermeintliche Zauberin hingerichtet wurde              |       |       |
|     | Karma Tenkyong Wangpo        | letzter Herrscher von Tsangpa (reg. 1621–1642)                                |       |       |
|     | Francis Kynaston             | englischer Dichter und Höfling                                                |       |       |
|     | Pieter van Laer              | holländischer Maler                                                           |       |       |
|     | Marc Lescarbot               | französischer Anwalt und Reisender, Verfasser einer Geschichte Neufrankreichs |       |       |
|     | Simon Péchi                  | siebenbürgischer Kanzler und Vertreter der Sabbatarier                        |       |       |
|     | Ulrich Pierius               | deutscher reformierter Pfarrer                                                |       |       |
|     | John Suckling                | englischer Dichter                                                            |       |       |